# Pedro Agüero (boxeador)
Pedro Luciano Agüero Ceballos es un boxeador argentino que compitió en los Juegos Olímpicos de Verano de 1968.
1. ↑  «Pedro AgÃ¼ero Bio, Stats, and Results | Olympics at Sports-Reference.com». web.archive.org. 18 de abril de 2020. Archivado desde el original el 18 de abril de 2020. Consultado el 8 de enero de 2024.

- Datos: Q60686059